# Okrug Nitra
Okrug Nitra (slovački: Okres Nitra) nalazi se u zapadnoj Slovačkoj u Nitranskom kraju .  U okrugu živi 164 577 stanovnika (2011.: 91,1 % Slovaka i 6,7 % Mađara), dok je gustoća naseljenosti 189,01 stan/km². Ukupna površina okruga je 870,71 km². Glavni grad okruga Nitra je istoimeni grad Nitra s 75 945 stanovnika.

## Stanovništvo
| Godina:     | 1994.   | 2004.   | 2014.   | 2024.   |
| ----------- | ------- | ------- | ------- | ------- |
| Broj ljudi: | 162 491 | 163 764 | 160 241 | 164 577 |
| Razlika:    |         | +0,78 % | −2,15 % | +2,70 % |

| Godina:     | 2023.   | 2024.   |
| ----------- | ------- | ------- |
| Broj ljudi: | 164 820 | 164 577 |
| Razlika:    |         | −0,14 % |

## Gradovi
- Nitra
- Vráble

## Općine
| - Alekšince - Báb - Babindol - Bádice - Branč - Cabaj-Čápor - Čab - Čakajovce - Čechynce - Čeľadice - Čifáre - Dolné Lefantovce - Dolné Obdokovce - Golianovo - Horné Lefantovce - Hosťová - Hruboňovo - Ivanka pri Nitre - Jarok - Jelenec | - Jelšovce - Kapince - Klasov - Kolíňany - Lehota - Lúčnica nad Žitavou - Lukáčovce - Lužianky - Ľudovítová - Malé Chyndice - Malé Zálužie - Malý Cetín - Malý Lapáš - Melek - Mojmírovce - Nitrianske Hrnčiarovce - Nová Ves nad Žitavou - Nové Sady - Paňa - Podhorany | - Pohranice - Poľný Kesov - Rišňovce - Rumanová - Svätoplukovo - Štefanovičová - Štitáre - Šurianky - Tajná - Telince - Veľká Dolina - Veľké Chyndice - Veľké Zálužie - Veľký Cetín - Veľký Lapáš - Vinodol - Výčapy-Opatovce - Zbehy - Žirany - Žitavce |